# Registro Público de Criptomonedas
El Registro Público de Criptomonedas (CPR, siglas en inglés de Cryptocurrencies Public Register) es una organización no gubernamental registrada en Delaware, Estados Unidos, como organización educacional, bajo el acápite 501 (c) (3). Es el primer registro público internacional de criptomonedas y de las ofertas iniciales de criptodivisas (ICO).

## Organización
En esta plataforma web aparece la descripción de cada criptodivisa, su «Libro blanco», así como eventuales ofertas y toda la documentación de la ICO.
El funcionamiento de esta ONG es similar al de la corporación ICANN que controla la disponibilidad de dominios en Internet. Cuando alguien decida inscribir una nueva criptomoneda, la plataforma le notifica si ese nombre está disponible. La fecha de registro en la plataforma marca el momento de fundación de esa criptodivisa.
Mediante el registro ya no será posible que existan dos proyectos contemporáneos de criptomonedas con el mismo nombre.  